# Ničinan

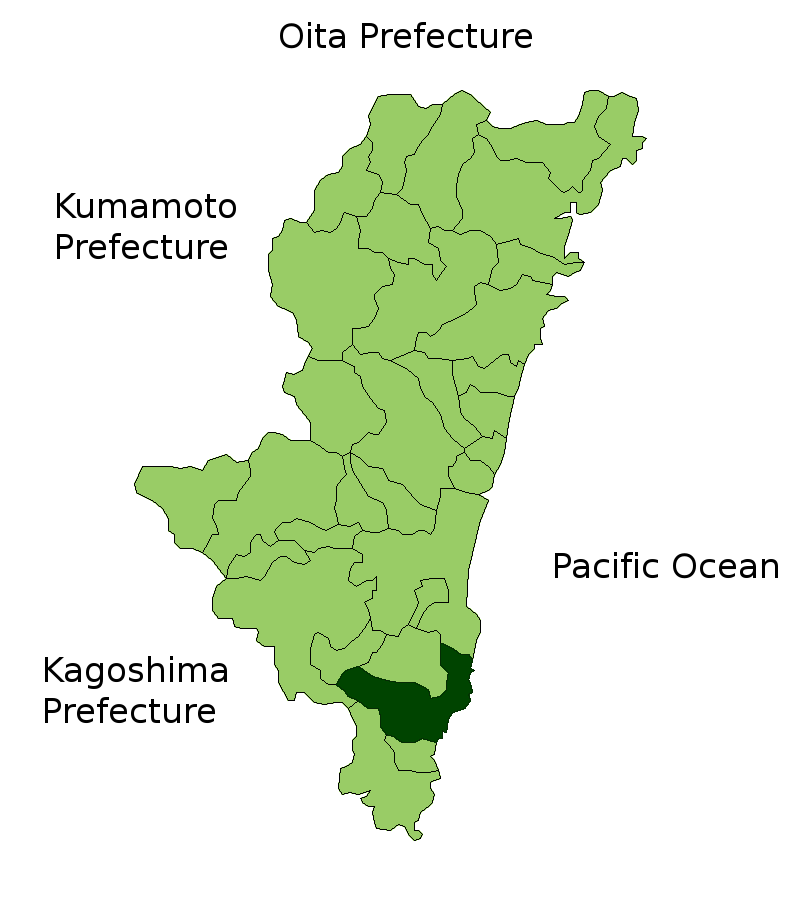
Poloha města Ničinan na mapě prefektury Mijazaki (stav z roku 2006)

Ničinan (japonsky 日向市, Ničinan-ši) je japonské město ležící v prefektuře Mijazaki.
Město Ničinan vzniklo 1. ledna 1950. K 1. říjnu 2016 mělo 53 258 obyvatel a celkovou rozlohu 536,12 km².

## Partnerská města
- Albany, Austrálie (17. listopad 2010)
- Portsmouth, New Hampshire, USA (5. září 1985)